# Lophuromys rahmi
Lophuromys rahmi är en däggdjursart som beskrevs av Verheyen 1964. Lophuromys rahmi ingår i släktet borstpälsade möss, och familjen råttdjur. IUCN kategoriserar arten globalt som starkt hotad. Inga underarter finns listade i Catalogue of Life.

## Utseende
Arten når en kroppslängd (huvud och bål) av 9,5 till 11,6 cm, en svanslängd av 4,8 till 5,6 cm och en vikt av 30 till 45 g. Den har 1,3 till 1,8 cm långa bakfötter och 1,0 till 1,5 cm stora avrundade öron. Den borstiga pälsen på ovansidan har en rödbrun färg och den är inte eller bara lite spräcklig. Undersidan är täckt av orangeröd päls. Den korta svansen har en mörkbrun ovansida och en ljusare undersida.

## Utbredning
Denna gnagare förekommer med några ifrån varandra isolerade populationer i Rwanda, östra Kongo-Kinshasa och sydvästra Uganda. Arten lever i bergstrakter på mellan 1900 och 2500 meter över havet. Habitatet utgörs av bergsskogar och av landskap täckta av bambu. Lophuromys rahmi föredrar områden med små vattendrag.

## Ekologi
Lophuromys rahmi vistas vanligen på marken och är främst nattaktiv. Det underjordiska boet grävs troligen mellan trädrötter. Födan utgörs allmänt av insekter och kanske av frön. Honor som var dräktiga med två ungar registrerades i februari och juni.